# Khyzy (quận)
Khyzy (tiếng Azerbaijan:Xızı) là một quận thuộc Azerbaijan. Dân số thời điểm năm 2012 là 13080 người.